# Đại học Zürich

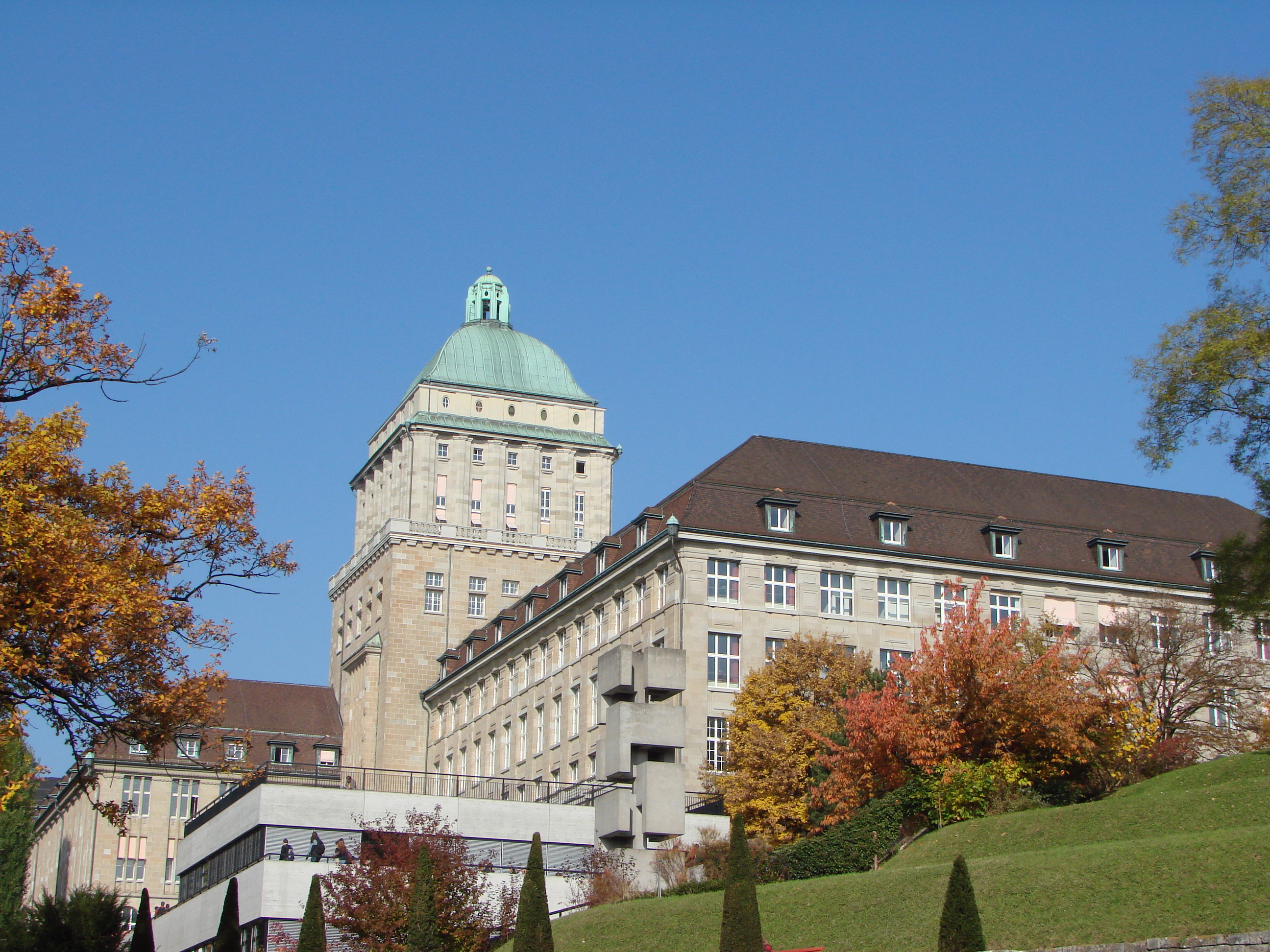

Đại học Zürich (UZH, tiếng Đức:Universität Zürich) nằm ở thành phố Zurich, là đại học lớn nhất ở Thụy Sĩ, với trên 25 nghìn sinh viên. Nó được thành lập năm 1833 từ những trường thần học (thành lập năm 1525 bởi Huldrych Zwingli), luật, y có từ trước và thêm một khoa triết học. Hiện nay, trường có 7 khoa, bao gồm Khoa học xã hội, Luật, Kinh tế và Khoa học thông tin, Y, Khoa học tự nhiên, Thần học, Thú y.
Là trường đại học danh giá nhất Thụy Sĩ, Đại học Zurich xếp hạng 53 thế giới theo bảng xếp hạng của Đại học Giao thông Thượng Hải và thứ 61 thế giới theo tổ chức Times Higher Education. Đây là nơi tu nghiệp, giảng dạy của 23 nhà khoa học được giải Nobel trong đó có Albert Einstein, Erwin Schrödinger, 1 nhà khoa học đoạt giải Turing, trên hai mươi Tổng thống Liên bang Thụy Sĩ, và nhiều người nổi tiếng khác như Rosa Luxembourg.